# 휴버트 험프리
휴버트 호레이쇼 험프리 2세(영어: Hubert Horatio Humphrey, Jr., 1911년 5월 27일 ~ 1978년 1월 13일)는 미국의 민주당 정치인으로 린든 B. 존슨 대통령 아래 제38대 부통령 (1965년 ~ 1969년)으로 재직하였다. 험프리는 미네소타주의 연방 상원의원으로서 총 5개의 기간을 지냈고, 민주당의 원내 총무를 지냈다. 그는 미네소타 민주-농업-노동당과 미국 민주 활동당의 창당자였다. 그는 또한 미니애폴리스의 시장 (1945년 ~ 1949년)을 지내기도 하였다. 1968년 험프리는 미국 대통령 선거에서 민주당 후보였으나 공화당 후보 리처드 닉슨에 의하여 좁게 패하였다.
험프리는 전체를 위하여 민권을 달성하는 데 강하게 전념되었다. 그는 1948년 민주당 전당 회의에서 "주들의 권리의 그림자들에서 빠져나오고 인권의 밝은 햇빛으로 솔직히 걸어나는 데 민주당을 위하여 시간이 미국에 도착하였습니다."라고 말하며 당의 정강 선언에서 친민권 강령 항목을 위한 성원을 이겼다. 이 논란의 여지가 있는 입장은 해리 S. 트루먼을 위하여 북부 흑인 투표인들에 의한 성원을 강화하였고 남부 보수적 민주당원들의 영향력을 약하게 하였다. 흑인 민권 법안을 비롯한 여러 진보적인 법안 통과에 기여하여 '흑인 민권 운동의 투사'라는 갈채를 받았다.

## 초기 세월

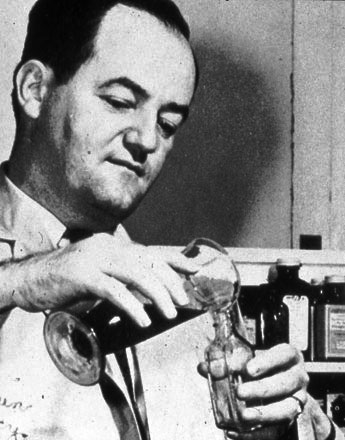
부친의 약국에서 약사 시절의 험프리

사우스다코타주 월리스에서 태어난 험프리는 휴버트 험프리 1세와 노르웨이 이민자 라그닐 크리스티네 산네스의 아들이었다. 험프리는 다코타 평원에 놓인 작은 타운 도널드에서 자신의 청년기의 대부분을 보냈다. 그의 부친은 타운의 약사이자 도널드의 군수와 군의원을 지낸 공동체 지도자였다. 1920년대 후반에 대공황이 도널드에 타격을 입혔다. 타운에 있는 은행들이 둘다 폐문하였다. 험프리의 부친은 자신의 약국을 열어두는 데 분투하였다. 자신의 아들이 도널드의 고등학교를 졸업한 후, 휴버트 1세는 도널드를 떠나 그가 자신의 재산을 향상시키는 희망을 둔 더욱 큰 타운 휴런에서 새로운 약국을 개업하였다. 가족의 재정적 분투의 결과로서 험프리는 새로운 약국에서 자신의 부친을 돕는 데 겨우 1년 후에 미네소타 대학교를 떠나야 했다. 그는 콜로라도주 덴버에 있는 드루 약대에서 빠르게 약사 면허증을 받아 1930년부터 1937년까지 가족의 약국을 운영하는 부친을 도우면서 보냈다. 당시 휴런에서 험프리 제약은 수익성이 되었고 가족은 다시 번창하였다.
험프리는 약사로서 일을 즐기지 않았다. 그는 정치학에서 박사 학위를 따는 데 열망하여 대학 교수가 되었다. 1937년 험프리는 미네소타 대학교로 돌아와 1939년 학사 학위를 완료하였다. 이어진 해에 그는 루이지애나 주립 대학교로부터 석사를 취득하여 거기서 정치학의 보조 강사를 지냈다. 그의 급우들 중 하나는 훗날의 루이지애나주 상원 러셀 B. 롱이었다.
자신의 석사 과정을 완료한 후, 험프리는 미네소타주로 돌아와 1940년부터 1941년까지 미네소타 대학교의 강사와 졸업생이 되었다. 그는 미국 교사 연합에 가입하였고 또한 공공사업진흥국의 감독자를 지내기도 하였다. 험프리는 곧 미니애폴리스 정치에서 활동적이 되었으며 결과로서 자신의 철학 박사 과정을 전혀 끝내지 않았다.

## 결혼 생활과 가족
1934년 험프리는 부기 계원이자 지방 휴런 칼리지의 졸업생 뮤리얼 벅과 데이트를 하기 시작하였다. 그들은 1936년에 결혼하여 42년 가까이 후에 66세의 나이로 험프리의 사망까지 결혼 생활을 유지하였다. 그들은 4명의 자식들 - 휴버트 3세, 낸시, 로버트와 더글러스를 두었다.
미국 상원과 부통령으로서 험프리의 세월의 대부분을 통하여 가족의 저택은 워싱턴 D. C.의 외곽 메릴랜드주 체비체이스에 있는 별로 크지 않은 중산층 주택 개발 지역에 위치하였다.
험프리와 그의 가족은 이제 미국 연합 그리스도의 교회와 제휴된 미네소타주의 회중교회에서 공식적으로 회원직을 보유하였다. 그들은 또한 미니애폴리스와 워싱턴 D. C.에 있는 연합 감리 교회 회중들에 참석하기도 하였다.
1960년대에 험프리 부부는 미니애폴리스에서 서부로 40 마일 떨어진 웨이벌리에 있는 호숫가 저택을 짓는 데 자신들의 저금을 이용하였다.

## 도시와 주의 정치 경력 (1942년 ~ 1948년)
제2차 세계 대전이 일어난 동안 험프리는 두번이나 군대에 입대하는 데 시도하였으나 탈장의 이유로 둘다 거절되었다. 전쟁 노력을 성원하는 데 그는 다양한 전시 정부 기관들에서 행정 능력에 종사하였다. 1942년 그는 새로운 생산 훈련 · 재고용국의 주립 국장과 미네소타 전쟁 복무 프로그램의 수장으로 임명되었다. 1943년 그는 전쟁 인력 위원회의 보조 국장이 되었다. 1943년 ~ 1944년에 험프리는 세인트폴에 있는 매켈리스터 칼리지에서 정치학 교수였다. 1944년과 1945년 그는 미니애폴리스 라디오 방송국을 위한 시사 해설자였다.
1943년 험프리는 미니애폴리스 시장을 위한 선택 업무를 위하여 자신의 첫 출마를 이루었다. 자신이 패하였어도 그의 자금이 부족한 선거 운동은 투표의 47 퍼센트 이상을 잡았다. 1944년 험프리는 민주당과 미네소타 농업-노동당의 합병에서 핵심 인물이었다. 합병은 미네소타 민주-농업-노동당을 형성하였다. 1945년 미네소타 공산당원들이 새로운 당의 통치를 강탈하는 음모를 꾸밀 때 험프리는 반공주의에 종속되었고 민주-농업-노동당으로부터 공산당원들을 몰아내는 데 성공적인 싸움을 지도하였다.
전쟁이 끝난 후, 그는 다시 미니애폴리스의 시장을 위하여 나가 투표의 61 퍼센트와 함께 선거를 이겼다. 그는 1945년 ~ 1949년까지 시장을 지냈다. 1947년 험프리의 재선은 도시 역사상 가장 큰 차이에 의해서였다. 험프리는 자유주의 반공 미국 민주 활동당의 창립자들 중에 하나가 되고 미니애폴리스의 경찰을 개혁한 것으로 이 세월 동안 국내적 명성을 얻었다. 이전적으로 도시는 국가의 반유대주의 수도로 선언되어 왔다. 도시의 작은 아프리카계 미국인 인구는 경찰로부터 인종 차별의 수많은 사례를 만났다. 험프리는 인종 차별의 이 예증들을 끝내는 데 열심히 일하여 시장으로서 자신의 재직 동안 그 전부의 형성들에서 편협한 신앙을 싸우는 데 자신의 노력들로 자신을 잘 알려지게 만들었다.

## 1948년 민주당 전당 대회

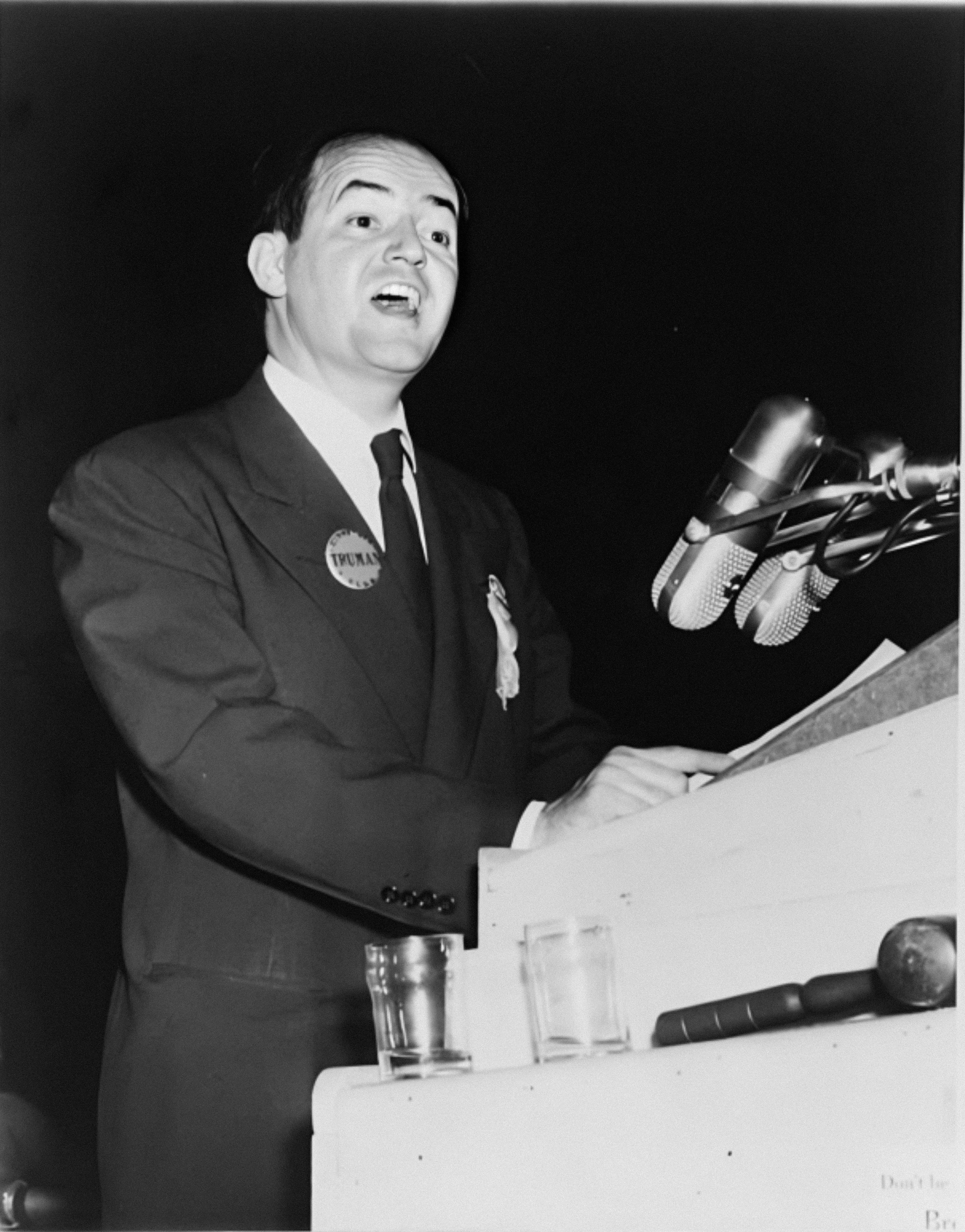
1948년 필라델피아에서 열린 민주당 전당 대회에서

1948년 국가의 민주당은 연방 정부가 비백인들을 위한 민권을 보증해야 한다고 생각한 자유주의자들과 주들이 자신들의 시민들이 즐길 민권을 선택해야 하는지 생각한 남부 보수주의자들 사이에 갈라졌다. 1948년 민주당 전당 대회에서 당의 정강 선언은 이 구분을 반영하였고 민권의 호의에 칭찬 만을 담았다. 현직 대통령 해리 S. 트루먼이 민권의 문제에 공격적인 연방 조치를 요구하는 상세한 10 포인트 민권 프로그램을 이미 발행하였어도 그는 민권에 1944년 민주당 전당 대회 강력 항목의 응답이었던 당의 설립의 정강 선언으로 자신의 후원을 하였다.
다양한 연합은 험프리, 폴 더글러스와 존 셸리를 포함한 반공 자유주의자들을 포함한 이 열의가 없는 정강 선언을 반대하였다. 이 3명은 후에 민주당에서 지도적인 진보주의자들로서 알려지게 되었다. 이 남자들은 인종 분리 정책에 민주당을 더욱 공격적으로 반대할 당의 정강 선언으로 추가된 "소수 민족 강력 항목"을 제안하였다. 소수 민족 강력 항목은 린치에 대항하는 연방 입법과 남부에서 합법화된 학교 인종 분리 정책에 종말과 피부색에 기초를 둔 직업 차별을 끝내는 것을 요구하였다. 또한 강력한 후원의 자유주의 민권 강력 항목은 험프리의 정강 선언을 위하여 북동부 사절단들의 투표들을 약속한 브롱크스의 에드 플린, 시카고의 제이컵 애버리와 피츠버그의 데이비드 로런스를 포함한 민주당의 도시 영수들이었다. 보수주의자들로 지낸 것으로 보였어도 이 도시 영수들은 북부 민주당원들이 민권을 성원하면서 많은 흑인의 투표들을 얻을 수 있었고, 민권을 반대하는 남부 민주당원들 중에 손실이 상대적으로 적을 것이라고 믿었다. 노동 조합들이 이 연합에 지도적인 역할들이었다는 것을 많은 학자들이 암시하였어도 산업 조직 정치 활동 위원회 의회의 우두머리들 잭 크롤과 A. F. 휘트니의 제외와 함께 의미 있는 노동 지도자들이 아무도 집회에 참석하지 않았다.
집회의 층에 문제를 강요하는 것을 피하는 데 트루먼의 측근들에 의한 공격적인 압력에 불구하고 험프리는 소수 민족 강력 항목에 대표하여 말을 하는 데 선택하였다. 저명한 연설에서 험프리는 집회에 격렬히 말하였다. - "나의 친구들이여, 민권의 이 문제를 우리가 서두르고 있는 것을 말하는 자들에게 난 우리가 172년이나 너무 늦었다는 것을 말합니다. 이 민권 프로그램이 주들의 권리들에 위반이라고 말하는 자들에게 난 이것을 말합니다. - '주들의 권리의 그림자들에서 빠져나오고 인권의 밝은 햇빛으로 솔직히 걸어나는 데 민주당을 위하여 시간이 미국에 도착하였습니다!.'" 험프리와 그의 동맹자들은 성공하였고, 친민권 강력 항목은 좁게 채택되었다.
집회의 투표의 결과로서 미시시피주의 사절단과 앨라배마주의 사절단의 절반이 집회장의 밖으로 걸어 나가버렸다. 많은 남부의 민주당원들은 자신들이 주권민주당을 형성하고 사우스캐롤라이나주지사 스트롬 서먼드를 자신들의 대통령 후보로 지명한 그들의 "생활의 방향"으로 이 모욕에 매우 격분하였다. 주권민주당원들의 목적은 트루먼으로부터 몇몇의 남부의 주들을 가져가 그의 패배를 일으키는 것이었다. 남부의 민주당원들은 그러한 패배 후에 국가의 민주당이 다시는 전혀 공격적으로 친민권 의제를 추구하지 않을 것이라고 판단을 내렸다. 하지만 이 운동은 사실 기대에 어긋난 결과가 되었다. 강한 민권 강력 항목이 트루먼에게 주권민주당원들의 성원을 지원 비용이 들게 한 집회를 채택하였어도 그것은 그에게 특히 북부의 큰 도시들에서 흑인들로부터 중요한 투표들을 얻게 하였다. 결과로서 트루먼은 자신의 공화당 상대 후보 토머스 E. 듀이에 매우 당황한 승리를 거두었다. 트루먼의 승리는 대통령 선거들을 이기는 데 민주당이 더 이상 "완고적 남부"를 필요하지 않음을 논증하였고, 남부 민주당원들이 자신들의 지위를 강화시키는 대신 그들을 약하게 하였다.

## 상원 시절 (1949년 ~ 1964년)

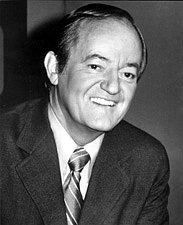
상원 시절의 험프리

미네소타주는 1948년 험프리를 민주-농업-노동당 공천 후보에 미국 상원으로 선출하였다. 그는 1949년 1월 3일 상원직을 차지하였다. 그 동년에 험프리의 부친이 사망하였고, 험프리는 자신의 이름에 "Jr." 접미사 사용을 멈추었다. 그는 1954년과 1960년에 재선되었다. 그의 동료들은 1961년 그를 당의 원내 총무로 선발하였으며 험프리는 부통령직을 취하는 데 1964년 12월 29일 상원직을 떠날 때까지 그 직위를 보유하였다.
시초적으로 험프리는 자신의 민권 성원으로 남부 민주당원들에 의하여 추방되었다. 그들은 상원 리더십 직위들의 대부분을 지배하였고 1948년 집회에서 성공적은 민권 강령 항목을 제안한 것으로 험프리를 처벌하는 데 추구하였다. 험프리는 협박을 거부하고 자신의 입장에 서있었다. 그의 열정과 웅변은 결국적으로 그에게 남부인들의 대부분 마저의 존경을 얻게 하였다.
험프리는 민권, 푸드 스탬프 프로그램, 인도주의적 대외 원조, 무기 통제와 핵무기 금지 같은 자유주의적 원인들에 관한 자신의 옹호로 알려지게 되었다. 그는 84회와 85회 의회가 열린 동안 군비 축소에 미국 상원 선택 위원회의 의장을 지냈다. 험프리는 또한 자신의 장기적과 재치있는 연설들로 좋은 연설자로 알려지게 되었다.
매카시즘의 시기 동안 험프리는 반공주의 자유적 조직 미국 민주 활동당의 창립자들 중의 하나로 지내왔음에 불구하고 공산주의에 연약했던 것으로 기소되었다. 그는 또한 소련의 성장을 싸우는 데 트루먼 행정부의 노력들로 확고한 성원자였으며 미네소타주와 다른 곳에서 공산주의 정치 활동들을 싸웠다. 1954년 험프리는 실패한 제안으로 미국 공산당에서 단순한 회원을 중범죄로 만드는 데 제안하였다.
1964년 민주당의 원내 총무로서 험프리는 민권법의 통과에서 주요 인물이었다.
험프리의 지속적으로 쾌활하고 경쾌한 태도와 그의 자유주의의 강력한 옹호는 그에게 많은 그의 동료 상원과 정치적 저널리스트들에 의하여 "The Happy Warrior" (행복한 전사)로 별명을 얻는 데 지도하였다.

## 대통령·부통령직 야망들 (1952년 ~ 1964년)

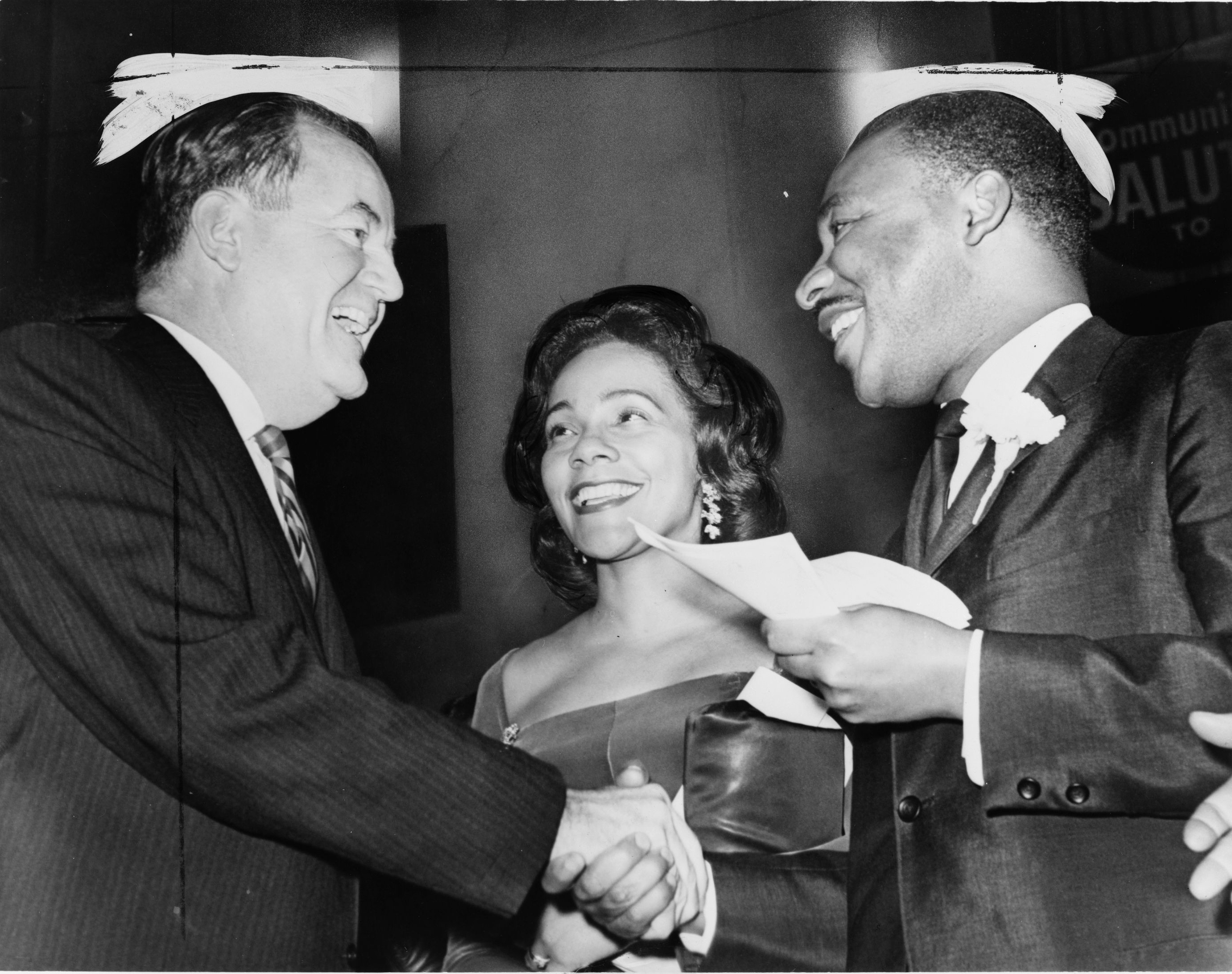
마틴 루터 킹 주니어 부부와 함께 한 험프리 부통령 당선자 (1964년)

가장 존경을 받은 미국 상원들 중의 하나로서 험프리는 1964년 부통령으로 자신의 선거 전에 2번이나 민주당 대통령 후보 지명을 위하여 나갔다.
1960년 대통령 예비 선거들에서 험프리는 동료 상원 존 F. 케네디를 상대로 나갔다. 그들의 첫 선거 만남은 위스콘신주 예비 선거에서 있었다. 케네디의 잘 결성되고 자금력이 좋은 선거 운동은 정력적이지만 자금이 부족한 험프리의 노력을 꺾었다.
케네디의 활동적인 형제·자매들과 부인은 투표들을 찾는 주를 수색하였다. 한 포인트에 험프리는 자신이 "체인점을 상대로 운영하는 무소속 상인" 같이 느껴진 것을 불평하였다. 케네디는 위스콘신주 예비 선거를 이겼으나 예상보다 작은 차이에 의해서였으며 어떤 시사 해설자들은 케네디의 승리 차이가 대량으로 로마 가톨릭 신자들인 지역들로부터 거의 전체적으로 왔으나 개신교도들은 사실 험프리를 지지하였다고 주장하였다. 결과로서 험프리는 경주를 그만두는 데 거부하였고, 웨스트버지니아주 예비 선거에서 다시 케네디를 상대로 나가는 데 결정하였다. 험프리는 그의 중서부 대중주의 뿌리와 개신교가 아이비 리그와 가톨릭 백만장자의 아들 케네디보다 더 많이 주의 선거권을 박탈당한 유권자들에게 호소할 것이라고 추정하였다. 그러나 케네디는 문제가 종교로 돌려질 때까지 편히 지도하였다. 투표소들에서 왜 자신이 여론 조사에서 우세하고 있었다는 것에 의문되었을 때 하나의 조언자는 케네디에게 "당시 아무도 당신이 가톨릭 교도였다는 것을 몰랐다."고 설명하였다.
케네디는 종교 문제에 정면으로 참여하는 데 선택하였다. 라디오 방송에서 그는 조심스럽게 "가톨릭 대 개신교"의 하나로부터 "관용 대 편협"까지 문제를 재배치하였다. 케네디는 편견을 위하여 웨스트버지니아주의 오랜 반발에 호소하였고, 그의 전체 경력 관용을 옹호한 험프리를 방어에 놓았다. 케네디는 복수와 함께 그를 공격하였다. 프랭클린 D. 루스벨트 전 대통령의 아들 프랭클린 주니어는 웨스트버지니아주에서 케네디를 위하여 당황하여 제2차 세계 대전에서 군복무에 험프리의 실패에 관한 문제를 제기하였다. 기금에 부족했던 험프리는 재정이 좋은 케네디의 운영을 맞추지 못하였다. 케네디와 그의 측근이 크고, 현대적인 가족 소유의 비행기를 타고 돌아다는 동안 험프리는 버스를 빌려 추위에 주를 돌아다녔다. 케네디는 건전하게 험프리를 꺾어 그 주에서 투표의 60.8 퍼센트를 이겼다. 예비 선거의 저녁에 험프리는 대통령직을 위하여 자신이 더 이상 후보가 아니었다는 것을 공고하였다. 웨스트버지니아주 예비 선거를 이기면서 케네디는 개신교 투표인들이 가톨릭 후보를 대통령직으로 선출하지 않을 것이라는 믿음을 극복할 수 있었고 대통령을 위하여 지명을 꿰맸다.
험프리는 케네디가 들어가지 않은 사우스다코타주와 컬럼비아 특별구 예비 선거들을 이겼다. 1960년 민주당 전당 대회에서 그는 자신이 더 이상 활동적 대통령 후보가 아니었어도 41개의 투표를 받았다.
1964년 민주당 전당 대회에서 린든 B. 존슨은 많은 팡파르와 함께 험프리를 자신의 러닝메이트로 공고하기 전에 미정에 빠진 국가의 나머지는 물론, 3명의 가능성 있는 부통령 후보들 - 험프리, 코네티컷주 상원 토머스 도드와 미네소타주 상원 유진 매카시를 간직하여 험프리의 이름을 공고하기 전에 상당한 시간 동안 그의 자격을 칭찬하였다.
1964년 미국 대통령 선거에서 존슨/험프리 공천 후보는 538개의 투표 중에 486개를 얻어 압도적으로 이겼다. 미네소타주는 민주당 공천 후보를 투표하였고, 5개 만의 남부의 주들과 배리 골드워터의 고향 주 애리조나주가 공화당 공천 후보를 성원하였다.

## 부통령 재임 (1965년 ~ 1969년)

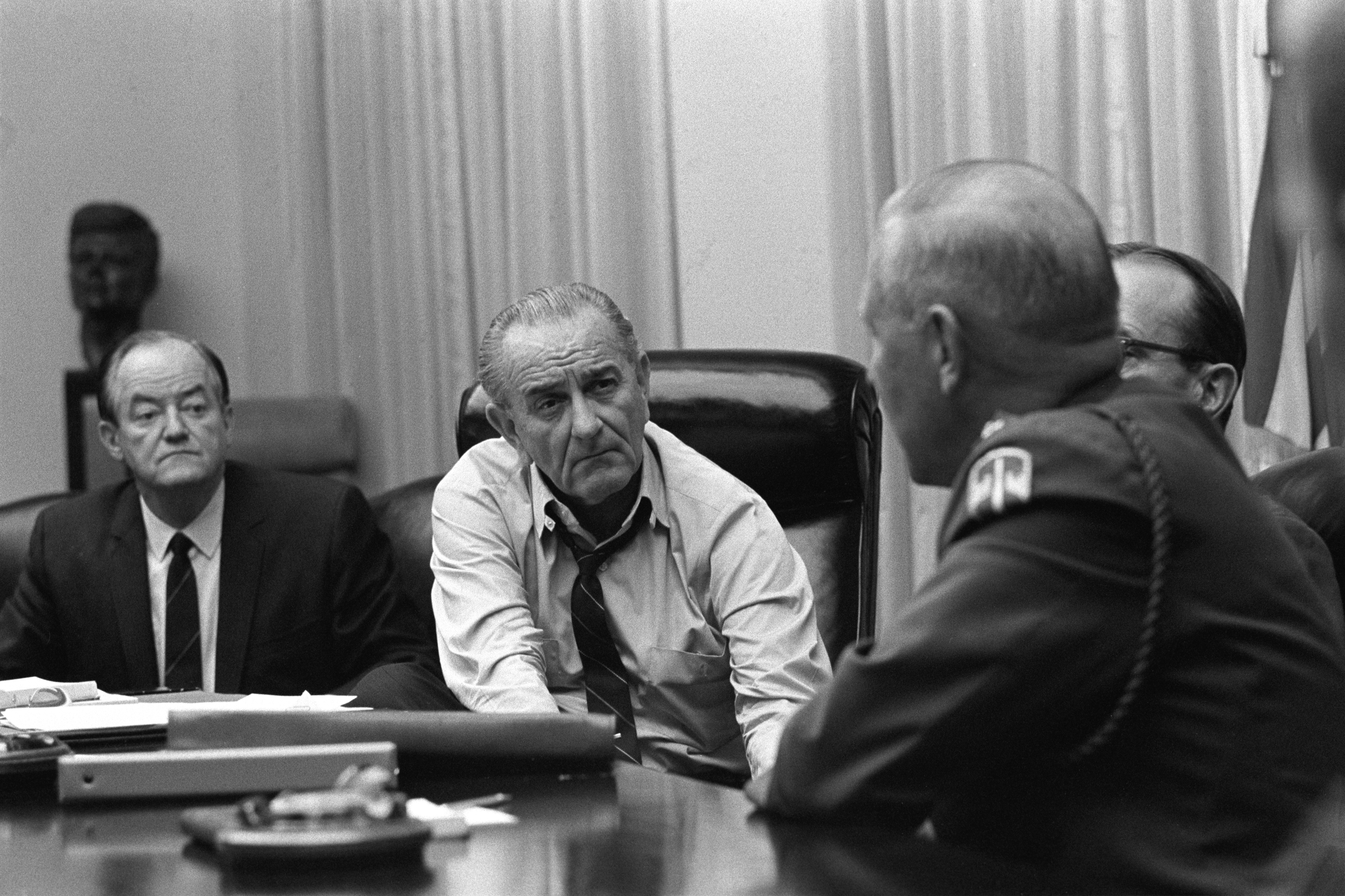
1968년 3월 내각 회의에서 (좌로부터 험프리 부통령, 존슨 대통령과 크레이턴 에이브럼스 장군)

1965년 1월 20일 험프리는 취임하였다. 부통령으로서 험프리는 베트남 전쟁이 일어난 동안 존슨의 정책들로 존중과 함께 열성 증가와 함께 많은 그의 자유주의 찬양자들마저 존슨을 반대하면서 존슨 대통령과 존슨 행정부의 정책들로 자신의 완전하고 발성력이 있는 충성심으로 논쟁적이었다. 수년에 걸쳐 많은 험프리의 자유주의 친구들과 동맹자들은 존슨의 베트남 전쟁 정책들을 공개적으로 비판하는 데 그의 거부 때문에 그를 버리고 말았다. 험프리의 비판들은 후에 존슨이 험프리를 위협하였다는 것을 배웠다. 존슨은 험프리에게 만약 그가 자신의 행정부의 베트남 전쟁 정책을 공개적으로 반대한다면 다음 민주당 전당 대회에서 그의 후보 지명을 반대하면서 대통령이 되는 데 험프리의 기회들을 자신이 파괴시킬 것이라고 말하였다. 하지만 험프리의 비판들은 발성력과 지속성이 있었다. 그의 별명 "행복한 전사" 마저 그에 대항하는 데 이용되었다. 별명은 그의 군사적 매파를 언급하지 않았으나 오히려 사회 보장과 민권 프로그램들을 위한 그의 개혁 운동에 언급되었다.

## 1968년 미국 대통령 선거

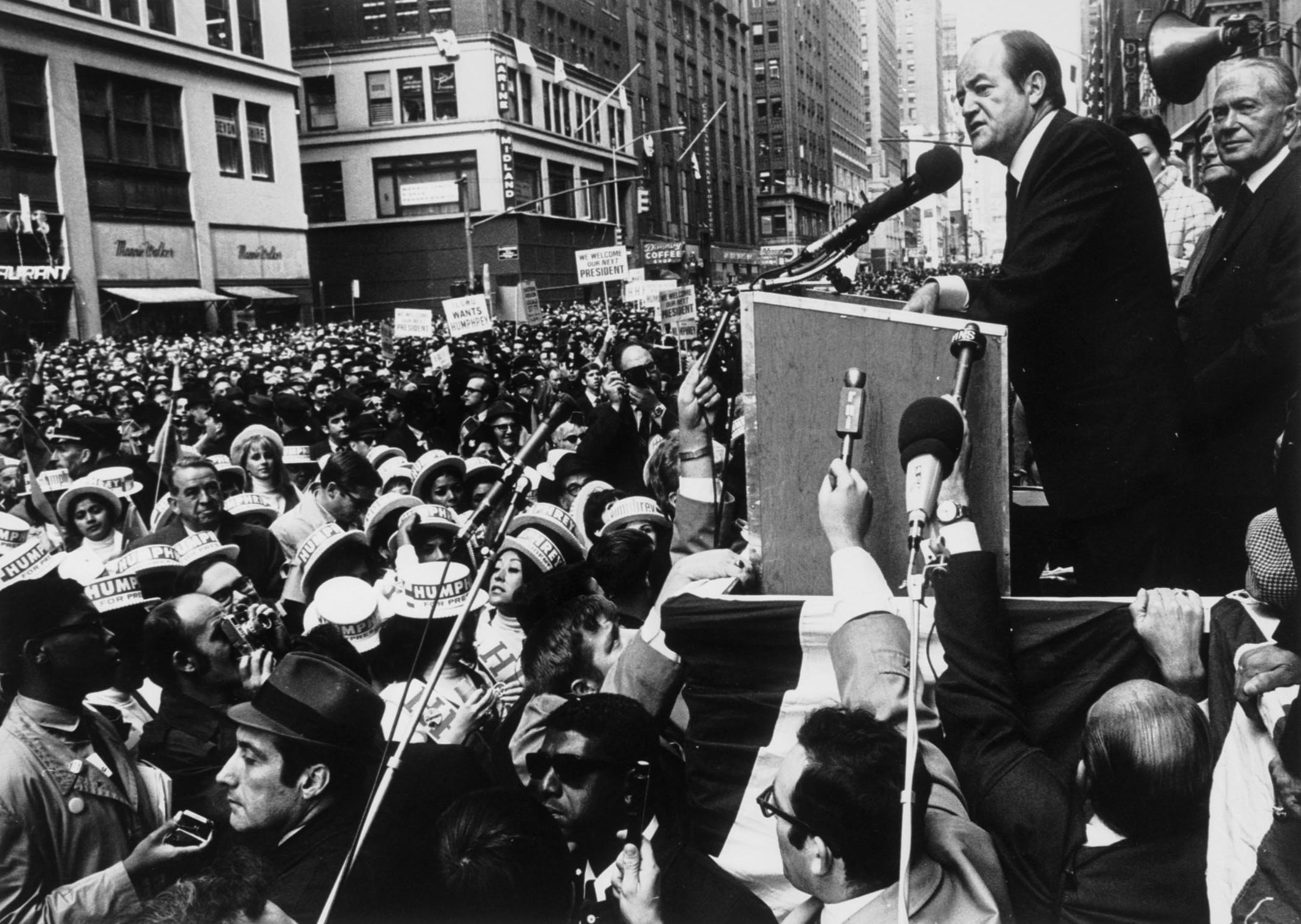
1968년 대선 운동을 벌이는 험프리

리처드 닉슨과 험프리 사이의 1968년 미국 대통령 선거 결과를 보여주는 지도

1968년이 시작되면서 베트남 전쟁의 급속히 증가하는 인기가 없음에 불구하고 존슨 대통령이 민주당 후보 지명을 다시 쉽게 이길 것이라고 나타났다. 험프리는 자신이 다시 그의 러닝메이트가 되고 싶은 것을 존슨에게 지시하였다. 하지만 뉴햄프셔주 예비 선거에서 존슨은 미네소타주 상원 유진 매카시에 의하여 거의 패하였다. 매카시는 반전 정강 선언에 존슨을 도전하였다. 며칠 후에 뉴욕주 상원 로버트 케네디도 또한 반전 정강 선언에 경주로 들어갔다.
그해 3월 31일 위스콘신주 예비 선거가 있기 1주 전에 존슨 대통령은 2번째 기간을 위하여 자신의 경주로부터 빠져나오면서 국가를 기절시켰다. 험프리는 즉시 그의 포지션을 재평가하였다. 그는 4월 후순에 자신의 대통령 후보직을 선언하였다. 많은 국민들은 험프리를 존슨의 입장으로 보았다. 그는 국가의 노동 조합들과 전국적으로 반전 항의자들과 사회적 불안에 의하여 고민된 다른 민주당 단체들로부터 주요 지원을 얻었다. 험프리는 예비 선거들을 피하였고 비예비 선거의 주들에서 우승 대표들에 집중하였다. 6월까지 그는 후보 지명을 위하여 명확한 선두 주자로 보였다.
캘리포니아주 예비 선거에서 매카시에 자신의 승리에 이어 케네디는 자신이 베트남 전쟁에 반대한 힘을 합칠 수 있었고 가능적으로 후보 지명을 위하여 험프리를 꺾는 것을 희망하였다. 이것은 아니었다. 캘리포니아주 예비 선거의 밤에 케네디 상원은 암살되었다.
리처드 J. 데일리 시장의 성원과 함께 험프리와 그의 러닝메이트 에드먼드 머스키는 시카고에서 열린 민주당 전당 대회에서 민주당 후보 지명을 쉽게 이겼다. 험프리의 대통령직 기회들을 위하여 불행하게 전당 대회 홀의 외부에서 그중에 어떤이들이 유진 매카시, 조지 맥거번과 다른 "반전" 후보들에 호의를 가진 수천명의 반전 시위 운동자들에 의한 폭동과 항의들이 일어났다. 그중에 대부분이 젊은 대학생들이었던 이 반전 항의자들은 시카고 경찰에 의하여 텔레비전 라이브 방송에 공격을 당하거나 매를 맞았다. 폭동들과 민주당 안에서 소란이 있는 동안 험프리의 무활동은 활기차고 강력한 선거 운도에 불구하고 총선에서 자신이 전혀 극복할 수 없었다는 분할을 창조하였다. 그렇지 않으면 자신에게 갔을 수백만명의 북부와 중서부의 육체 노동 투표인들을 끌어들인 반전 항의자들에게 무장 반대와 인종 차별을 가린 남부 민주당원인 전 앨라배마주지사 조지 월리스의 제3당 선거 운동에 의하여 험프리는 또한 상처를 입기도 하였다.
험프리는 리처드 닉슨에게 1968년 미국 대통령 선거를 패하였다. 그의 선거 운동은 험프리가 단 하나의 예비 선거에 들어가지 않고 대통령 후보 지명을 확보하였기 때문에 부분적으로 상처를 입었다. 이후의 세월에 당의 규칙들에 변화들이 그러한 결과를 사실상 가능하게 만들었다. 자신의 약자 운동이 있는 동안 투표인들은 빠르게 복잡한 문제를 헐떡 거린 마음은 물론 투명한 품위를 보았다.
투표소들에서 닉슨의 뒤로 실질적으로 시작한 그는 선거의 날에 의하여 거의 격차를 좁혔다. 험프리는 대중 투표의 0.7 퍼센트에 의하여 투표를 패하였으며, 앨라배마주의 조지 월리스를 위하여 13.5 퍼센트 (9,901,118개의 투표)와 함께 험프리를 위한 42.7 퍼센트 (31,271,839개의 투표)에 닉슨을 위한 43.4 퍼센트 (31,783, 83개의 투표)였다. 선거인단에서 험프리는 닉슨의 32개 주와 301개의 선출 투표와 월리스의 5개의 주와 46개의 선출 투표에 191개의 선출 투표와 함께 13개의 주를 가져갔다.
자신의 측근의 협력인과 회원들에 의하여 대단히 존경받은 험프리는 존슨의 지배로부터 느슨해질 수 없었다. 존슨의 인기 없음, 시카고 폭동, 선거의 해 동안 로버트 케네디와 마틴 루터 킹 주니어 목사가 암살되었을 때 자유주의자들과 아프리카계 미국인들의 낙담의 조합은 그가 대통령이 되는 데 많은이들이 자격이 적은 것으로 생각한 후보에게 패하는 원인을 일으켰다.

## 부통령 이후 (1969년 ~ 1978년)

### 상원으로 복귀

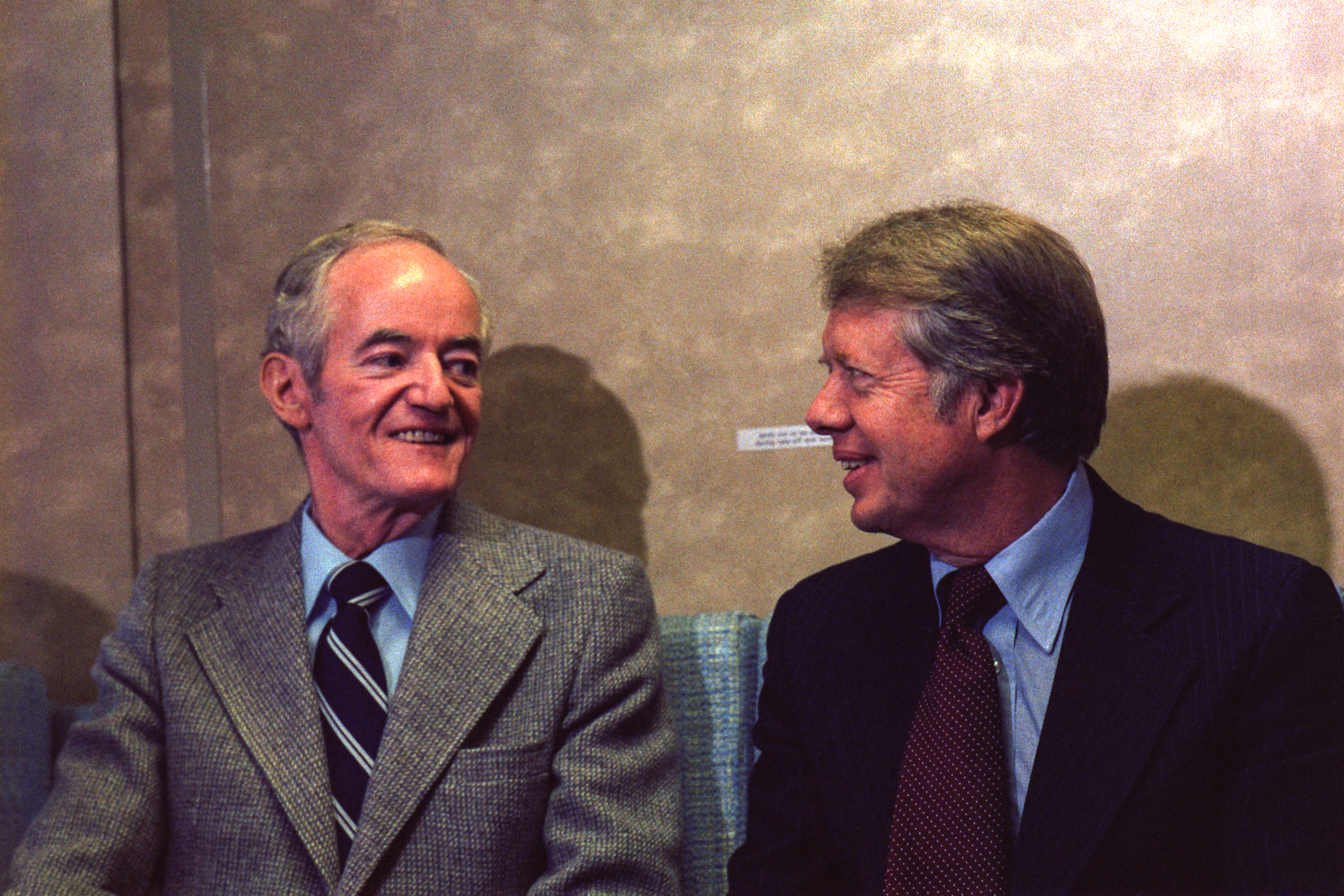
1977년 에어 포스 원에서 지미 카터 대통령과 함께

부통령직을 떠난 후, 험프리는 매캘리스터 칼리지와 미네소타 대학교에서 강의하면서 자신의 재능들을 이용하였다. 그는 또한 브리태니커 백과사전 교육 법인의 상담 의장을 지내기도 하였다.
시초적으로 그는 정치 생활로 돌아오는 데 계획을 세우지 않았으나 예기치 않은 기회가 그의 마음을 바꾸었다. 미네소타주의 민주-농업-노동당 상원 유진 매카시는 1970년 상원으로 재선을 위하여 나갔다. 매카시는 1968년 대선을 위하여 존슨과 험프리를 반대하면서 자신의 당을 화나게 하였기 때문에 후보 재지명을 이기는 데 희박한 기회 만을 가졌다는 것을 깨달았다. 그래서 그는 나가는 데 거절하였다. 험프리는 민주-농업-노동당 후보 지명과 선거를 이겨 1971년 1월 3일 미국 상원으로 복귀하였다. 그는 1976년에 재선되어 자신의 사망까지 직위에 남아있었다.
1972년 험프리는 대통령을 위하여 민주당 후보 지명을 위하여 다시 나갔다. 그는 몇몇의 예비 선거들에서 조지 맥거번 상원에게 패하여 플로리다주에서 열린 민주당 전당 대회에서 대의원들을 따라갔다. 그의 희망들은 어떤 맥거번의 대표들의 자격 증명에 도전에 휴식을 가졌다. 도전은 실패하였고 맥거번의 승리를 보증하였다.
험프리는 또한 예비 선거들이 교착 상태가 발생할 가능성이 있는 것 같이 보였으나 최후적으로 그것에 대항하는 것을 결정할 때 1976년 다시 한번 집회로부터 민주당 후보 지명을 위하여 잠시 선거 운동을 설치하는 숙고를 하기도 하였다. 그해 민주당 예비 선거들의 마감에서 지미 카터와 함께 마저 그의 후보 지명을 지키는 데 다수의 대표들이 필요하면서 많은이들은 아직도 험프리가 "초안" 운동을 위한 그의 능력을 공고하기를 원하였다. 하지만 그는 하지 않았다. 카터는 비밀 투표의 첫 라운드에 후보 지명을 쉽게 지켰다. 일반 대중에게 알려지지 않았던 것은 험프리가 자신이 말기암에 걸렸다는 것을 이미 알았던 것이었다.

### 상원 임시부의장 (1976년 ~ 1978년)

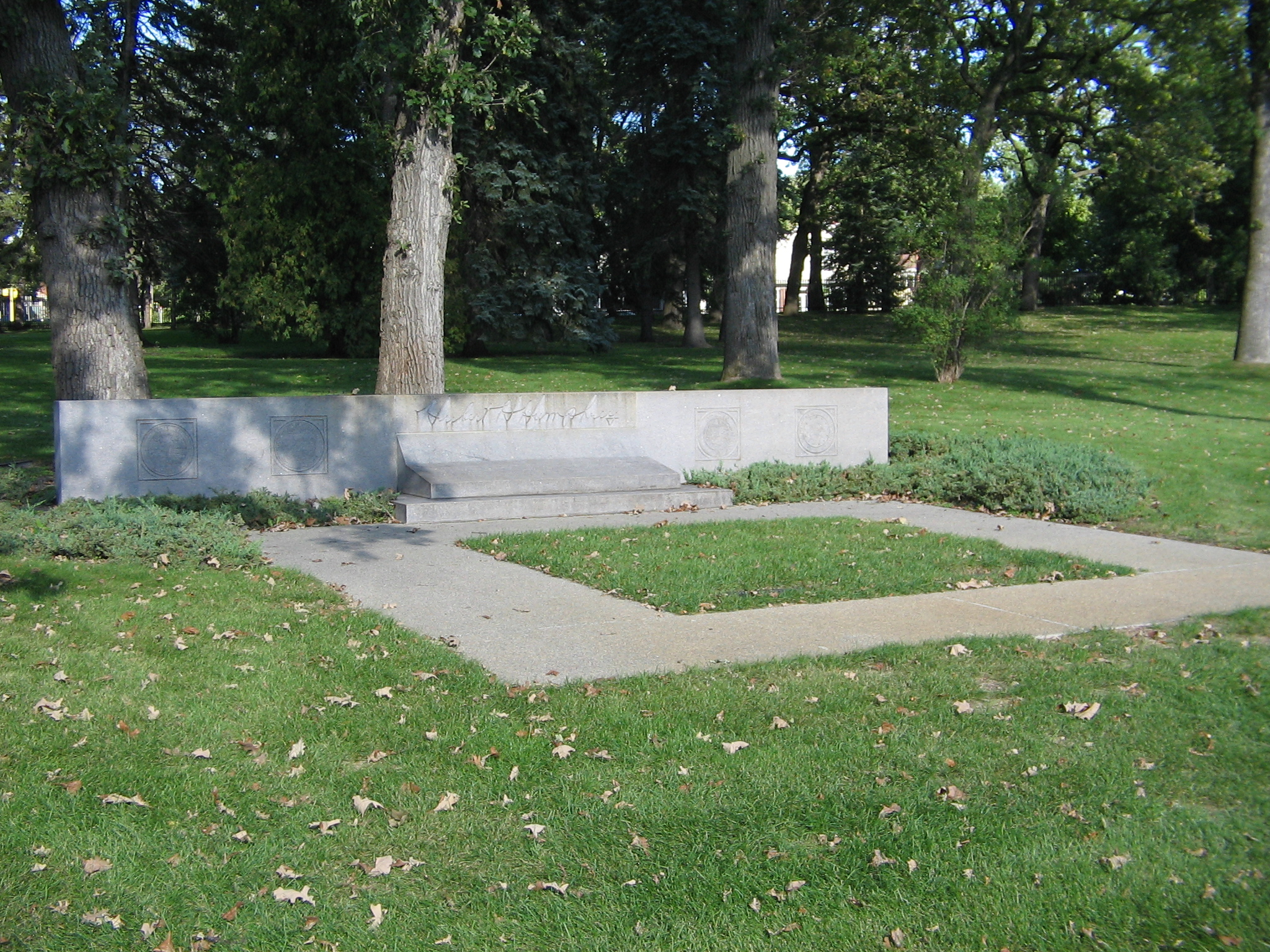
미네소타주 미니애폴리스 레이크우드 묘지에 있는 험프리의 묘비

1974년 험프리는 "험프리-호킨스 완전 고용법"을 저작 중에 캘리포니아주의 하원 오거스터스 호킨스와 파트너를 맺었으며, 이 일은 완전 고용 입법에서 첫 시도였다. 원래 법안은 16세 이상의 시민들 전부에게 완전 고용을 보증하고 그 목표를 만나는 데 공직의 영구적 제도를 세우는 데 제안하였다. "완전 고용과 균형 잡힌 성장 법"으로 불린 내용을 완화하여 말한 판은 1978년 하원과 상원을 통과시켰다. 그것은 4 퍼센트의 실업과 3 퍼센트의 인플레이션의 목표를 세웠고 정책 결정들을 만들 때 그 목표들을 만드는 데 연방 준비 이사회를 지시하였다.
1976년 선거 후에 험프리는 상원의 다수 지도자를 위하여 나갔으나 웨스트버지니아주의 로버트 버드에게 패하였다. 미국 상원은 그를 위하여 상원의 임시부의장직 (영어: Deputy president pro tempore) 을 창설하면서 험프리에게 명예를 주었다.
1977년 8월 16일 험프리는 대중에게 자신의 말기암을 드러냈다. 10월 25일 그는 상원에 연설하였다. 11월 3일 험프리는 회의 중에 상원에 연설하는 데 하원의 의원 혹은 대통령 이외의 첫 사람이 되었다. 10월 23일 카터 대통령은 워싱턴 D. C.로 그의 마지막 여행에 에어 포스 원에 그에게 명령을 내리면서 명예를 주었다.
험프리의 연설들 중의 하나는 "그것은 한번 정부의 도덕적 시험이 어떻게 정부가 인생의 새벽에 있는 자들, 어린이들; 인생의 어스름에 있는 자들, 노인들; 인생의 그림자에 있는 자들, 병들고 궁핍하고 장애인들을 대하는 것입니다."라는 절을 담았다.
험프리는 오랜 정치 지인들에게 전화를 걸은 자신의 마지막 주들을 보냈다. 그는 또한 닉슨 가족의 우울한 상태를 배우는 것만으로 1968년 대선에서 자신의 이전의 적 리처드 닉슨에게 전화를 걸기도 하였다. 이것에 의하여 방해된 그는 자신의 다가오는 장례식으로 전직 대통령을 초청하는 데 닉슨에게 다시 전화를 걸었다.
닉슨은 승낙하였다. 1978년 1월 13일 미네소타주 웨이벌리에 있는 저택에서 자신의 사망 후, 험프리는 미국 국회의사당과 미네소타주 의사당 둘다의 원형홀에 누웠다. 그의 시신은 미니애폴리스 레이크뷰 묘지에 안치되었다.
험프리의 부인 뮤리얼 여사는 상원에서 남편의 기간을 끝내는 데 임명되었다.

## 유산

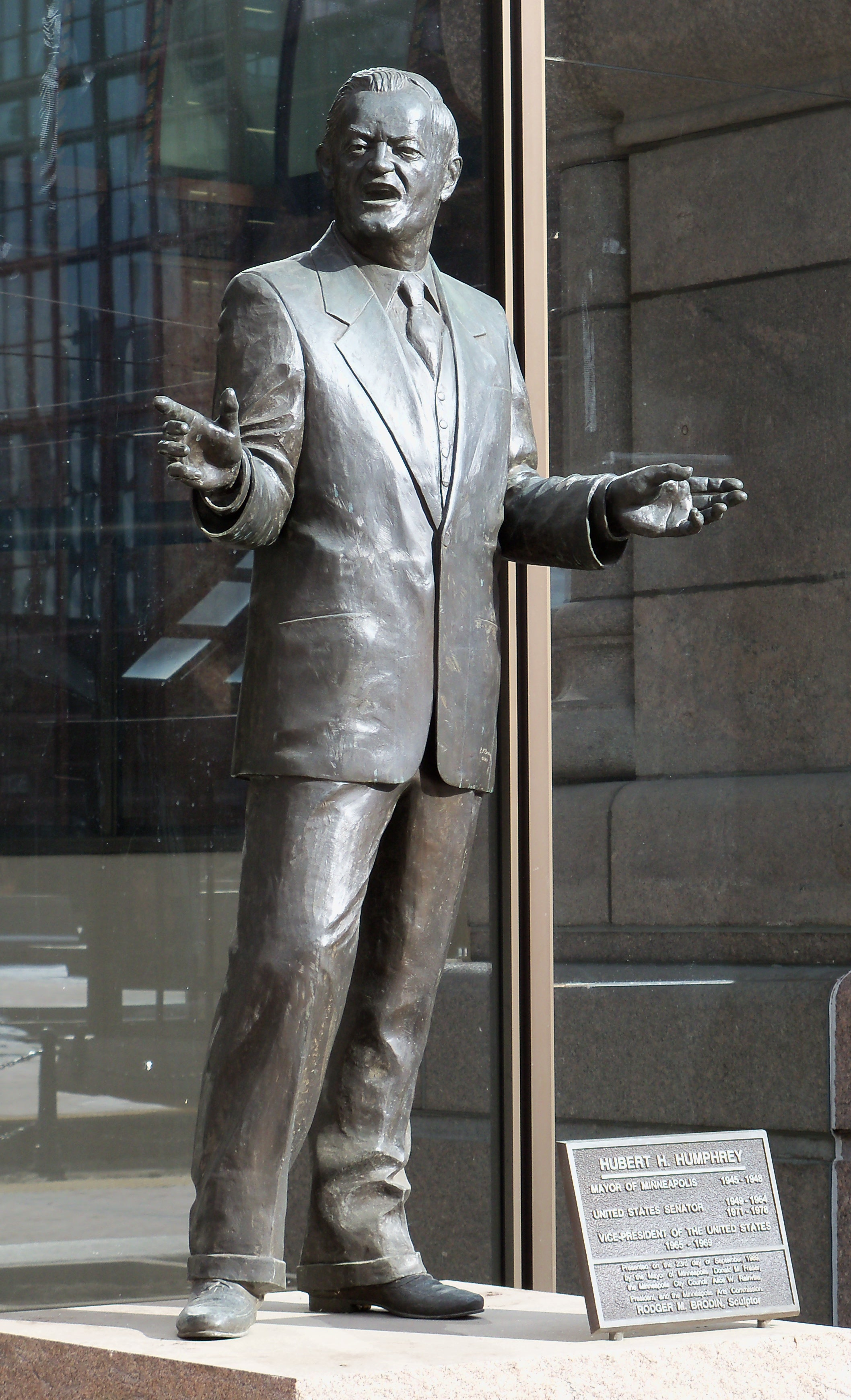
미니애폴리스 시청 외부에 세워진 험프리의 동상

험프리는 전망이 충분히 넓고 전체의 국민들의 존엄성과 인류애를 존중하는 데 마음이 충분히 깊었던 남자로서 기억된다. 전부, 특히 아프리카계 미국인들에게 인종 평등과 민권의 연장을 반대한 자들을 대항하는 그는 이것이 성취되었을 때만 미국은 그것이 옹호 한 최고의 이상에 부응 할 것이라는 것을 알았다. 만약 건국의 아바지들 마저 "모든 남자들은 동등하게 창조되었다"고 말할 때 여성과 노예들을 제외한 '백인 남성들'을 의미했다면 그는 미국 독립 선언서를 쓴 자들보다 더 심오한 말들 뒤에 놓인 진실을 알았으며, 그가 "나의 친구들이여, 민권의 이 문제를 우리가 서두르고 있는 것을 말하는 자들에게 난 우리가 172년이나 너무 늦었다는 것을 말합니다. 이 민권 프로그램이 주들의 권리들에 위반이라고 말하는 자들에게 난 이것을 말합니다. - '주들의 권리의 그림자들에서 빠져나오고 인권의 밝은 햇빛으로 솔직히 걸어나는 데 민주당을 위하여 시간이 미국에 도착하였습니다!.'"라고 말한 것이 얼마나 진실이었는지를 알았다. 그것은 그의 전망을 구현하기 위해 향한 많은 운동이 있기 전에 또다른 2개의 10년 세월을 끌었으나 그는 마틴 루터 킹 주니어와 다른이들 같이 로자 파크스에 의하여 영감을 받아 투쟁했을 때 전망을 가졌으나 입법은 결국 민권법에서 따라졌다.

### 영예
1965년 험프리는 아프리카계 미국인 남성들에 의하여 설립된 첫 대학 친목회 알파 피 알파의 명예 일생 회원으로 만들어졌다.
1979년 6월 13일 그는 사후 의회 금메달과 1980년 대통령 자유 훈장이 수여되었다.

### 험프리의 이름을 딴 건물과 기관들
- 미니애폴리스 세인트폴 국제공항에 휴버트 H. 험프리 터미널

- 미니애폴리스에 있던 휴버트 H. 험프리 메트로돔 (미네소타 트윈스의 전 홈구장 (1982년 ~ 2009년))

- 세인트폴에 있는 휴버트 H. 험프리 직업 공단

- 미네소타 대학교에 있는 휴버트 H. 험프리 공공 전략 관계 활동 학회와 그 건물 휴버트 H. 험프리 센터

- 워싱턴 D. C.에 있는 휴버트 H. 험프리 보건복지부의 휴버트 H. 험프리 빌딩

- 플로리다주 코코아와 플로리다주 브레버드 카운티에 있는 메릿 섬 사이에 인디언 강 석호에 휴버트 H. 험프리 다리

- 일리노이주 볼링브룩에 있는 휴버트 H. 험프리 중학교

- 로스앤젤레스에 있는 로스앤젤레스 카운티 보건부의 휴버트 H. 험프리 종합 건강 센터

## 역대 선거 결과
| 선거명      | 직책명                    | 대수 | 정당   | 득표율 | 득표수 (선거인단)    | 결과 | 당락                     |
| ----------- | ------------------------- | ---- | ------ | ------ | -------------------- | ---- | ------------------------ |
| 1943년 선거 | 미니애폴리스 시장         | 34대 | 무소속 | 47.50% | 54,350표             | 2위  | 낙선                     |
| 1945년 선거 | 미니애폴리스 시장         | 35대 | 무소속 | 60.98% | 86,377표             | 1위  | 미니애폴리스 시장 당선   |
| 1947년 선거 | 미니애폴리스 시장         | 35대 | 무소속 | 66.23% | 102,696표            | 1위  | 미니애폴리스 시장 당선   |
| 1948년 선거 | 상원의원 (미네소타 제2부) | 81대 | 민주당 | 59.78% | 729,494표            | 1위  | 미네소타주 상원의원 당선 |
| 1954년 선거 | 상원의원 (미네소타 제2부) | 84대 | 민주당 | 56.39% | 642,193표            | 1위  | 미네소타주 상원의원 당선 |
| 1960년 선거 | 상원의원 (미네소타 제2부) | 87대 | 민주당 | 57.53% | 884,168표            | 1위  | 미네소타주 상원의원 당선 |
| 1964년 선거 | 미국의 부통령             | 38대 | 민주당 | 61.05% | 43,127,041표 (486명) | 1위  | 미국의 부통령 당선       |
| 1968년 선거 | 미국의 대통령             | 37대 | 민주당 | 42.72% | 31,275,166표 (191명) | 2위  | 낙선                     |
| 1970년 선거 | 상원의원 (미네소타 제1부) | 92대 | 민주당 | 57.75% | 788,256표            | 1위  | 미네소타주 상원의원 당선 |
| 1976년 선거 | 상원의원 (미네소타 제1부) | 95대 | 민주당 | 67.51% | 1,290,736표          | 1위  | 미네소타주 상원의원 당선 |

## 참고 자료
- (영어) 휴버트 험프리 - 미국 의회 인명 사전
- University of Texas biography
- Hubert H. Humphrey Papers are available for research use at the Minnesota Historical Society.
- Humphrey's complete speech texts and a broad sample of his speech sound recordings have been digitzed by the Minnesota Historical Society under a grant from the National Historical Publications and Records Commission.
- Complete text and audio of Humphrey's 1948 speech at the Democratic National Convention – from AmericanRhetoric.com
- Complete text and audio of Humphrey's 1964 speech at the Democratic National Convention – from AmericanRhetoric.com
- Account of 1948 Presidential campaign – includes text of Humphrey's speech at the Democratic National Convention
- Oral History Interviews with Hubert H. Humphrey, from the Lyndon Baines Johnson Library
- Information on Humphrey's thought and influence, including quotations from his speeches and writings.
- Hubert H. Humphrey at the Macedonian Baptist Church, San Francisco, May 23, 1972 보관됨 2011-07-26 - 웨이백 머신 Photographs by Bruce Jackson of Humphrey on his last campaign.
- Radio airchecks/recordings of Hubert H. Humphrey from 1946 to 1978 including interviews, radio appearances, newscasts, 1968 election concession speech, etc.
- (영어) 출연 - C-SPAN
  - "Hubert Humphrey, Presidential Contender" from C-SPAN's The Contenders